# Pablo Miró-Cortez
Pablo Miró-Cortez (* 3. Juni 1981 in Karlsruhe) ist ein französisch-deutsch-chilenischer Pianist.

## Werdegang
Pablo Miró-Cortez stammt aus einer Musikerfamilie,  beide Eltern sind Pianisten, die ihn ab dem  7. Lebensjahr im Klavierspiel unterrichteten.
1990 wurde er als Vorschüler an der Hochschule für Musik Karlsruhe in der Klasse von Olga Rissin-Morenova aufgenommen, wo er  sieben Jahre studierte. Nach einer Konzerttournee in Chile 1997, ging Pablo Miró nach Paris, wo er bei Dominique Merlet während viereinhalb Jahre sein Repertoire u. a. in der französischen Musik erweiterte und zusätzliche Konzerterfahrungen sammeln konnte.
Die Arbeit in Meisterkursen in Lugano in der Schweiz (1999) und in Paris (2000) bei Halina Czerny-Stefańska  brachte für Pablo Miró eine entscheidende Wende für sein Leben. Diese Arbeit mit ihr regte  ihn dazu an,  2005 bei Stefan Wojtas an der Musikakademie Krakau ein Studium zu beginnen, um sich u. a. mit der Tradition der Chopin-Interpretation zu befassen. Im Jahre 2010 schloss er dieses Studium mit dem Titel „Master of Arts“ mit Auszeichnung ab, mit den zusätzlichen Fächern Klavierpädagogik und -methodik.

## Konzerttätigkeit
Pablo Miró kann bereits auf eine umfangreiche internationale Konzerttätigkeit zurückblicken. Bereits mit 12 Jahren spielte er mit Musikern des SWR Sinfonieorchester Baden-Baden und Freiburg unter der Leitung von Naoyuki Taneda. 1995 machte er eine Konzertreise in die Vereinigten Staaten mit dem Streichorchester „Con Brio“ unter der Leitung von George Moradian. Mehrmals wurde er nach Südamerika eingeladen, um u. a. beim Festival „Semanas Musicales“ in Frutillar (Chile) mitzuwirken. Er nahm drei Mal am „Masterplayers International Musikfestival“ in der Schweiz sowie am IV. Festival „Lateinamerikanische Tage in Pésc“ (Ungarn) teil.
Er trat u. a. in Deutschland, Polen, Tschechien, Slowakei, Vereinigte Staaten, Kanada und Mexiko solistisch wie auch als  Kammermusiker auf, z. B. in Reihen wie „Europäische Kammermusik“, „Konzerte von Preisträgern pianistischer Wettbewerben“, u. a. nachdem er 2006 den 2. Preis bei einem Chopin-Wettbewerb in Antonin (Polen) gewonnen hatte. Mehrmals schloss er sich mit dem russischen Cellisten Dmitrij Eremin, mit dem mexikanischen Bratscher Sergio Ortiz und mit anderen Künstlern in Duo-Formationen zusammen. 2009 wirkte er kammermusikalisch bei zwei Festivals mit, zunächst in Krakau anlässlich des 50. Todestages von Bohuslav Martinů, im Schloss Antonin zum 160. Todesjahr von Frédéric Chopin in der Reihe „Chopin in Herbstfarben“, im Rahmen der VII. Musiktage Felix Mendelssohn 2012 in Krakau und letztens im Foro Internacional de Música Nueva Manuel Enríquez (Mexiko-Stadt).
Pablo Miró unterrichtete Klavier in Krakau am Władysław-Żeleński-Konservatorium und er arbeitete von 2010 bis 2012 an der Musikakademie Krakau in der Gesangsabteilung das Lied- und Opernrepertoire mit den Studenten des Hauptfaches Gesang wie in der Opernschule. Gegenwärtig lebt er in Mexiko, nachdem er bei den kanadischen Pianisten Paul Stewart und Jean-Eudes Vaillancourt sein Repertoire innerhalb eines Doktorstudienganges u. a. in der Musik von Max Reger und der englischen Postromantik an der Universität Montreal vertieft hat. Außerdem hat er zum Anlass des Liszt-Jahres 2011 eine CD aufgenommen bei Acte Préalable mit der Gegenüberstellung von Werken der Komponisten Franz Liszt und Maurice Ravel. Gegenwärtig unterrichtet er an der Escuela Superior de Música (INBAL) und der Universidad Anáhuac México. Er ist Mitgründer der neuen mexikanischen Klaviertrio Trío Ruiz Miró (Mexiko-Stadt).